# Lenguas karirí
Las lenguas karirí, frecuentemente consideradas como dialectos de una única lengua, son un grupo de lenguas extintas, habladas en Brasil hasta la mitad del siglo XX. Actualmente los 4000 karirís que aún forman parte del grupo étnico son monolingües en portugués, aunque algunos pocos conocen frases comunes y nombres de plantas medicinales en la lengua original.

## Clasificación
Las cuatro lenguas karirí conocidas son:
1. el Kipeá (Quipea, Kirirí, Karirí Xokó, Xukurú-Karirí) (NE Bahia, Sergipe, grupo étnico: 1830 personas)
2. el Kamurú (Camuru) (E Bahia)
3. el Dzubukuá (Dzubucua) (islas del río São Francisco en N Bahia)
4. el Sabuyá (Sapoyá o Pedra Branca) (Centro de Bahia)

Existe descripciones gramaticales breves del Kipeá y el Dzubukuá, para el Kamurú y el Sabujá se conservan sólo listas de vocabulario. 
Ribeiro estableció mediante el análisis morfológico que existe un parentesco probable con las lenguas yê, por lo que usualmente se considera que las lenguas karirí constituyen una rama de la macrofamilia macro-yê. Greenberg las considera emparentadas con las lenguas tupí, sobre una base muy débil en una clasificación ampliamente rechada.
Los nombres Xokó y Xukurú pueden resultar confusos porque se han aplicado a lenguas y pueblos diferentes del NE de Brasil.

## Descripción lingüística
Las lenguas karirí difieren de manera importante del resto de lenguas macro-yê en cuanto a la sintaxis. Mientras que casi todas las ramas de la familia macro-yê son lenguas de núcleo final y por tanto tienen orden SOV, tienen postposiciones y el poseedor precede al poseído; en las lenguas karirí el orden predominante es VOS (aunque existen numerosos casos de VSO), existen también preposiciones y no siempre se tienen núcleo final.
Un hecho interesante del karirí xokó o kipeá es que parece ser la única excepción testimoniada de una lengua con verbo inicial que tiene negación postverbal:
netso-kié di-dè i-ña
ser.visto-NEG su-madre 3SG-por
'Su madre no fue vista por él'